# (36143) 1999 RR173
1999 RR173 (asteroide 36143) é um asteroide da cintura principal. Possui uma excentricidade de 0.13423570 e uma inclinação de 11.79878º.
Este asteroide foi descoberto no dia 9 de setembro de 1999 por LINEAR em Socorro.